# Jacek Durski
Jacek Mirosław Durski (ur. 16 października 1943 w Poznaniu, zm. 30 grudnia 2021 w Sosnowcu) – polski artysta malarz, poeta, prozaik, rzeźbiarz.

## Życiorys
W 1945 roku zaraz po wojnie, wraz z rodzicami przeprowadził się do Katowic. Zamieszkali w jednej z kamienic przy ulicy Mariackiej (stąd tytuł jednej z jego książek). Do lat dziewięćdziesiątych, posiadał pracownię plastyczną. Na ostatnie lata swojego życia przeprowadził się do Sosnowca.
Członek „International Association of Art.” Prace plastyczne prezentował na 37 wystawach indywidualnych w kraju i za granicą, brał udział w 23 wystawach ogólnopolskich i międzynarodowych. W 1981 został zakwalifikowany przez Kunstpodium do pierwszej dziesiątki awangardowych malarzy Europy Wschodniej, w 1988 otrzymał Nagrodę Okręgową ZPAP. W 1998 otrzymał Nagrodę Okręgową ZPAP 1998. Jest autorem płaskorzeźby-ołtarza „Poznań 56 – Katowice 81” w Kałkowie oraz współautorem „Prześwitu im. Strzemińskiego” w Lublinie.
W 1997 roku, na wystawie w Galerii ZPAP Katowice, po raz pierwszy pokazał swoje grafiki komputerowe. Przy okazji wystawy wydana została książka Wśród krzywych luster – łącząca grafiki z prozą.

## Książki
- Wśród Krzywych Luster (ZPAP, 1997 oraz „Książnica”, 1999) ISBN 83-7132-394-8
- Mariacka („Książnica”, 1999) ISBN 83-7132-381-6
- Rok („Nowy Świat”, 2003) ISBN 978-83-7386-024-7
- Wiersze („Nowy Świat”, 2004) ISBN 978-83-7386-073-5
- Uderza Ziemia („Nowy Świat”, 2006) ISBN 83-7386-139-4
- 36 bytów („Norbertinum” 2014) ISBN 978-83-7222-540-5
- Myśli („Norbertinum” 2017) ISBN 978-83-7222-611-2
- Okno. Pierwsza część tryptyku („Norbertinum” 2019) ISBN 978-83-7222-670-9
- Okno. Druga część tryptyku („Norbertinum” 2021) ISBN 978-83-7222-710-2